# Stenaroa
Stenaroa is een geslacht van vlinders van de familie spinneruilen (Erebidae), uit de onderfamilie Lymantriinae.

## Soorten
- S. crocea Griveaud, 1977
- S. flavescens Griveaud, 1977
- S. ignepicta Hampson, 1910
- S. miniata (Kenrick, 1914)
- S. rubriflava Griveaud, 1973